# Vecpiebalga
Vecpiebalga är en kommunhuvudort i Lettland.   Den ligger i kommunen Vecpiebalgas novads, i den centrala delen av landet, 100 km öster om huvudstaden Riga. Vecpiebalga ligger 212 meter över havet och antalet invånare är 596.
Terrängen runt Vecpiebalga är platt. Runt Vecpiebalga är det glesbefolkat, med 14 invånare per kvadratkilometer. Närmaste större samhälle är Jaunpiebalga, 18,9 km nordost om Vecpiebalga. Omgivningarna runt Vecpiebalga är en mosaik av jordbruksmark och naturlig växtlighet.